# Епархия Хиоса
 Епархия Хиоса  (лат. Dioecesis Chiensis ) — епархия Римско-Католической церкви c кафедрой в городе Хиос, остров Хиос, Греция. Епархия Хиоса распространяет свою юрисдикцию на острова Хиос, Лемнос, Лесбос, Самос и Икария. Епархия Хиоса  входит в митрополию Наксоса, Андроса, Тиноса и Миконоса. Кафедральным собором епархии Хиоса является церковь святого Николая.

## История
Епархия Хиоса была образована в XIII веке. В  1668 году на острове Хиос проживало 40 тысяч человек, из которых 6 тысяч являлись католиками. 
30 марта 1930 года епархия Хиоса передала остров Патмос архиепархии Родоса. 
20 августа 1931 года Римский папа Пий XI издал бреве Quae catholico, которым включил в состав епархии остров Лесбос, до этого принадлежавший  архиепархии Измира. 
С 1939 года управляется апостольским администратором. 

## Ординарии епархии
- епископ Francesco Saverio Dracopoli (19.12.1814 – 01.08.1821);
- епископ Ignazio Giustiniani (15.03.1830 – ?);
- епископ Andrea Policarpo Timoni (30.07.1875 – 27.05.1879);
- епископ Fedele Abati (11.01.1885 – 06.06.1890);
- епископ Dionisio Nicolosi (06.06.1890 – 25.01.1916);
- епископ Николаос Харикиопулос (03.01.1917 – 01.07.1939);
- епископ Алессандро Гуидати (1939 – 22.02.1947) - апостольский администратор;
- епископ Иоаннис Филиппуссис (29.05.1947  – 06.11.1959) - апостольский администратор;
- епископ Rocco Dellatolla (1959 – 1961) - апостольский администратор;
- епископ Иоаннис Перрис (1961 – 1993) - апостольский администратор;
- епископ Николаос Принтезис (29.04.1993 – по настоящее время) - апостольский администратор.

## Источник
- Annuario Pontificio, Libreria Editrice Vaticana, Città del Vaticano, 2003, ISBN 88-209-7422-3
- Бреве Quae catholico, AAS 24 (1932), стр. 112  (лат.)
- Pius Bonifacius Gams, Series episcoporum Ecclesiae Catholicae, Leipzig 1931, vol. 1, p. 448; vol. 2, стр. 91  (лат.)
- Konrad Eubel, Hierarchia Catholica Medii Aevi, vol. 1 Архивная копия от 9 июля 2019 на Wayback Machine, стр. 184-185; vol. 2 Архивная копия от 4 октября 2018 на Wayback Machine, стр. XX, 126; vol. 3 Архивная копия от 21 марта 2019 на Wayback Machine, стр. 165; vol. 4 Архивная копия от 4 октября 2018 на Wayback Machine, стр. 149; vol. 5, p. 158; vol. 6, стр. 164  (лат.)